# Corrispondenza tra divinità greche e romane
Le corrispondenze tra divinità greche e romane sono il segno più visibile di un continuum religioso e culturale tra le popolazioni che hanno orbitato intorno al Mar Mediterraneo e che si sono spinte verso il nord dell'Europa.
Sulla scorta di questa tesi, i diversi Pantheon e culti religiosi si sono differenziati nel corso del tempo e in base alle caratteristiche culturali di ogni popolo; sono stati influenzati dalle invasioni di popoli nomadi provenienti dall'Est e dalla diffusione del cristianesimo; sono stati esportati oltreoceano, riconoscibili nel folclore americano d'origine anglosassone.
Nella religione romana esistevano "spiriti protettori" del benessere familiare e sociale a cui si rivolgevano riti privati in famiglia. Questi "spiriti protettori" erano i Mani, spiriti benevoli degli antenati ai quali rivolgersi nelle feste delle Parentalia, quando il popolo si recava alle tombe per onorarli; i Penati, che garantivano il benessere della famiglia, ricordati in ogni casa con delle statuette votive, poste in una nicchia, spesso vicino al focolare domestico; i Lari, protettori della proprietà famigliare, collocati e venerati in una nicchia sul muro esterno della casa. Accanto ad essi c'erano tutte le divinità romane. Infatti il Pantheon (cioè l'insieme delle divinità) di Roma era molto popolato. Capo di tutti era Giove; seguiva sua moglie Giunone, Minerva, Marte, Apollo e tanti altri. Queste divinità furono riprese da quelle della religione greca e poi rivisitate, cambiando loro nome e qualche caratteristica fisica. Infatti il capo degli dei Giove, corrisponde nel Pantheon greco a Zeus, Giunone ad Era, Marte ad Ares, Minerva ad Atena, e così via. Solo alcuni di questi presentano lo stesso nome in entrambe le religioni: ad esempio Apollo, dio della luce, ed Eolo, dio del vento.
Le corrispondenze tra divinità greche e romane spiccano immediatamente all'occhio essenzialmente per la stretta vicinanza temporale tra le due culture, ma anche per l'importanza egemonica che i due popoli hanno avuto nel mondo antico.
La tabella sottostante riporta alcune corrispondenze:
| Religione greca | Religione romana | Ruolo |
| --------------- | ---------------- | --- |
| Ade             | Plutone          | Dio degli Inferi, dei morti, delle ricchezze della terra (solamente presso i Romani) e delle ombre                                                                                                  |
| Afrodite        | Venere           | Dea dell'amore, della bellezza, dell'arte, della danza e del desiderio |
| Apollo          | Apollo           | Dio dell'ordine, portatore del Sole, Dio della musica, della poesia, dell'arte, della scienza medica, della pestilenza e della divinazione                                                          |
| Ares            | Marte            | Dio della guerra violenta, della violenza, degli spargimenti di sangue, della strategia militare e della guerra "giusta" (solamente presso i Romani) della rabbia, della natura, del tuono          |
| Artemide        | Diana            | Dea della caccia, della natura selvaggia, della luna crescente, dei bambini, delle ragazze vergini                                                                                                  |
| Atena           | Minerva          | Dea della strategia militare e della guerra "giusta" (solamente presso i Greci), ed anche della saggezza, delle arti utili, dei mestieri e dell'ingegno.                                            |
| Borea           | Aquilone         | Dio del vento del Nord |
| Crono           | Saturno          | Titano del tempo e capo dei Titani prima che venisse sconfitto e confinato nel Tartaro. Padre di Zeus, Poseidone, Ade, Demetra, Estia ed Era                                                        |
| Demetra         | Cerere           | Dea della terra, del grano, delle piante e della fertilità |
| Dioniso         | Bacco            | Dio del vino, dell'impulso vitale, delle feste, dei banchetti, dell'ebbrezza, del piacere e della follia                                                                                            |
| Ebe             | Iuventas         | Dea della gioventù |
| Ecate           | Trivia           | Dea della magia e della Luna calante |
| Efesto          | Vulcano          | Dio del fuoco, dei fabbri, della metallurgia, della tecnologia, delle armi appena forgiate, delle fucine, della scultura e dell'ingegneria                                                          |
| Eirene          | Pax              | Dea della pace |
| Elio            | Sole             | Titano che trainava il carro del sole prima di Apollo |
| Enio            | Bellona          | Divinità della guerra |
| Eolo            | Eolo             | Dio dei venti |
| Eos             | Aurora           | Dea dell'alba |
| Era             | Giunone          | Dea del matrimonio e della famiglia, delle unioni e dei legami |
| Eracle          | Ercole           | Dio del salvataggio |
| Erinni          | Furie            | Dee dell'ordine morale |
| Eris            | Discordia        | Dea della discordia |
| Ermes           | Mercurio         | Dio dei mercanti, dei ladri e di chiunque altro usasse le strade, dell'eloquenza, degli inganni e messaggero degli dei                                                                              |
| Eros            | Cupido           | Dio dell'amore fisico e del desiderio sessuale |
| Estia           | Vesta            | Dea del focolare domestico |
| Euro            | Volturno         | Dio del vento del sud-est e della siccità |
| Gea             | Tellus           | Dea primordiale della terra |
| Geras           | Senectus         | Dio della vecchiaia |
| Ilizia          | Lucina           | Dea delle partorienti |
| Ipno            | Somnus           | Dio del sonno e padre dei sogni |
| Iris            | Iride            | Dea dell'arcobaleno e messaggera degli dei |
| Leto            | Latona           | Titanide madre dei gemelli divini Artemide e Apollo |
| Moire           | Parche           | Dee del destino |
| Morfeo          | Sogno            | Dio dei sogni e primo figlio di Ipno |
| Nemesi          | Nemesi           | Dea della vendetta e dell'equilibrio |
| Nike            | Vittoria         | Dea della vittoria e dei giochi |
| Nyx             | Nox              | Dea della notte, generata al principio dei tempi dal Caos |
| Pan             | Fauno            | Dio delle selve e mentore dei satiri |
| Persefone       | Proserpina       | Dea della primavera, regina dei morti |
| Poseidone       | Nettuno          | Dio del mare, degli esseri che abitano il mare, dei naviganti e dei terremoti |
| Rea             | Opi              | Dea dell'abbondanza |
| Selene          | Luna             | Titanide della Luna piena |
| Tartaro         | Tartaro          | Dio dell'abisso, generato al principio dei tempi dal Caos |
| Thanatos        | Mors             | Dio della morte |
| Tiche           | Fortuna          | Dea della fortuna e del caso |
| Urano           | Urano            | Dio primordiale: personificazione del cielo, nacque da Gea alla quale poi si unì per generare i dodici Titani (Oceano, Ceo, Crio, Iperione, Giapeto, Crono, Teia, Rea, Temi, Mnemosine, Febe, Teti) |
| Zefiro          | Favonio          | Dio del vento dell'Ovest |
| Zeus            | Giove            | Re e padre di: Apollo, Artemide, Ares, Atena, Ermes, Efesto, sovrano dell'Olimpo e dio del cielo e dei fulmini                                                                                      |